# Монтичелло-д’Альба
Монтичелло-д’Альба (итал. Monticello d'Alba) — коммуна в Италии, располагается в регионе Пьемонт, в провинции Кунео.
Население составляет 2079 человек (2008), плотность населения составляет 208 чел./км². Занимает площадь 10 км². Почтовый индекс — 12066. Телефонный код — 0173.
Покровителем коммуны почитается святой Феликс, память 30 августа.

## Демография
Динамика населения:

## Города-побратимы
- Састре, Аргентина (1988)

## Администрация коммуны
- Официальный сайт: http://www.comune.monticellodalba.cn.it/